# Rezerwat przyrody Cisy Przybynowskie
Rezerwat przyrody „Cisy Przybynowskie” – rezerwat leśny położony na terenie powiatu myszkowskiego, w gminie Żarki.
Obszar chroniony utworzony został w 2015 r. w celu zachowania ze względów naukowych naturalnego stanowiska cisa pospolitego (Taxus baccata). Rezerwat położony jest w otulinie Parku Krajobrazowego Orlich Gniazd. Obejmuje 7,60 ha lasu położonego na południowy wschód od miejscowości Ostrów. Posiada otulinę o powierzchni 20,82 ha. Drzewostan tworzy tu zbiorowiska grądu, łęgu jesionowo-olchowego i boru mieszanego. Ochraniana populacja cisa obejmuje około 30 blisko stuletnich okazów o pokroju drzewiastym oraz siewki tego gatunku. Cisy najliczniej występują w płatach łęgu.
„Cisy Przybynowskie” są jednym z sześciu rezerwatów przyrody w województwie śląskim, w których przedmiotem ochrony jest populacja cisa.
Rezerwat znajduje się na gruntach w zarządzie Nadleśnictwa Złoty Potok (leśnictwo Żarki). Nadzór sprawuje Regionalny Konserwator Przyrody w Katowicach. Rezerwat nie posiada planu ochrony, realizowane obecnie krótkoterminowe zadania ochronne dotyczą zabezpieczenia cisów przed zgryzaniem przez zwierzęta (grodzenie) i konkurencją ze strony innych roślin (usuwanie konarów, gałęzi i całych drzew innych gatunków).